# Joppidium ardens
Joppidium ardens är en stekelart som beskrevs av Cresson 1874. Joppidium ardens ingår i släktet Joppidium och familjen brokparasitsteklar. Inga underarter finns listade i Catalogue of Life.